# Carl Amery
Carl Amery (9 de abril de 1922 — 24 de maio de 2005), pseudônimo de Christian Anton Mayer, era um escritor e ativista ambiental alemão.

## Vida pessoal
Filho do historiador de arte Anton Mayer-Pfannholz, na infância viveu predominantemente em Passau e Freising. Em Passau frequentou o Humanistisches Gymnasium Passau, em Freising o Dom-Gymnasium. Ambas as cidades deixaram marcas em sua obra. Passau aparece em seus romances Der Wettbewerb e Der Untergang der Stadt Passau. Freising aparece em seu romance Das Geheimnis der Krypta. Foi bolseiro da Stiftung Maximilianeum e estudou Filologia na Universidade Ludwig Maximilian de Munique e na Universidade Católica da América.
Ele foi convocado para o exército em 1941. Em 1943, ele se tornou prisioneiro de guerra na campanha da Tunísia. Ele retornou a Munique em 1946 e retomou seus estudos em linguística e crítica literária. Ele começou a escrever, começando com contos sob o nome de Chris Mayer. Então ele escolheu o pseudônimo de Carl Amery, sendo Amery um anagrama de Mayer.
Ele morreu de enfisema em 24 de maio de 2005 e foi enterrado em Ostfriedhof (Munique) em 30 de maio de 2005.

## Trabalho
Em 1954, o primeiro romance de Amery, Der Wettbewerb, foi publicado. Em 1958, agora membro da associação de escritores Grupo 47, seu romance Die große Deutschlandtour estabeleceu sua reputação de satírico. 
Em 1963, suas publicações Die Kapitulation oder Deutscher Katholizismus heute e Das Ende der Vorsehung. Die gnadenlosen Folgen des Christentums revelou um outro lado de seu trabalho. Ele atribuiu o ecocídio global ao cristianismo e isso o predestinou como líder de pensamento da ecologia política. Outras publicações, particularmente Die ökologische Chance, e seu envolvimento pessoal enfatizaram essa liderança. Ele foi um dos primeiros membros da Alliance 90/The Greens e, em 1980, fundou a sociedade independente E. F. Schumacher.
De 1967 a 1971 foi diretor da Biblioteca Municipal de Munique Münchner Stadtbibliothek.
Em 1974 voltou-se para a ficção científica e fantasia. Para um autor de "alta literatura", um passo incomum, influenciado em particular por G. K. Chesterton. Seus romances de F. C. foram Das Königsprojekt (1974), Der Untergang der Stadt Passau (1975) e An den Feuern der Leyermark (1979). Na visão do estudioso da literatura ambiental alemã, Axel Goodbody, Der Untergang der Stadt Passau habilmente dramatiza a ecologia por meio da ficção científica. 
Dois outros romances abordam a fantasia e a espiritualidade bávara: Die Wallfahrer (1986) e Geheimnis der Krypta (1990). Goodbody comenta que estes têm uma estrutura mais complexa do que sua ficção científica anterior e são mais elaboradamente intertextuais. Em sua opinião, o "uso divertido de Amery do mecanismo de viagem no tempo, seu jogo com a ficção e a realidade histórica, sua justaposição colorida de formas de gênero concorrentes e registros linguísticos e seu uso idiossincrático de metáfora, alusão e citação desmentem uma profunda mensagem subjacente séria." Em Geheimnis der Krypta, como em An den Feuern der Leyermark ou Das Königsprojekt, Amery, como por exemplo L. Neil Smith, discutiu o efeito de pequenas mudanças em circunstâncias históricas específicas na mudança da história geral.
Ele ganhou o Deutscher Fantasy Preis em 1996. 
A partir de 1985, suas obras coletadas foram publicadas como lançamentos individuais pela List Verlag de Munique. Em 2001, Amery declarou em uma entrevista que não publicaria nenhum romance por motivos de saúde

## Romances e contos
| Título                                       | Ano                |
| -------------------------------------------- | ------------------ |
| Der Wettbewerb                               | 1954               |
| Die große deutsche Tour                      | 1958               |
| Das Königsprojekt (Checo: Kralovsky projekt) | 1974 (Checo: 1997) |
| Der Untergang der Stadt Passau               | 1975               |
| An den Feuern der Leyermark                  | 1979               |
| Im Namen Allahs des Allbarmherzigen          | 1981               |
| Nur einen Sommer gönnt Ihr Gewaltigen        | 1985               |
| Die starke Position oder Ganz normale MAMUS  | 1985               |
| Die Wallfahrer                               | 1986               |
| Das Geheimnis der Krypta                     | 1990               |

## Ensaios
| Título | Ano                 |
| --- | ------------------- |
| Die Kapitulation; oder, Deutscher Katholizismus heute (Inglês: Capitulation: an Analysis of Contemporary Catholicism) | 1963 (Inglês: 1967) |
| Fragen an Welt und Kirche. 12 Essays                                                                                  | 1967                |
| Das Ende der Vorsehung. Die gnadenlosen Folgen des Christentums                                                       | 1972                |
| Natur als Politik. Die ökologische Chance des Menschen.                                                               | 1976                |
| G. K. Chesterton oder der Kampf gegen die Kälte                                                                       | 1981                |
| Leb wohl, geliebtes Volk der Bayern                                                                                   | 1982                |
| Die ökologische Chance                                                                                                | 1985                |
| Das ökologische Problem als Kulturauftrag                                                                             | 1988                |
| Hitler als Vorläufer. Auschwitz – der Beginn des 21. Jahrhunderts?                                                    | 1998                |